# Schemmerhofen
Schemmerhofen település Németországban, azon belül Baden-Württembergben. Lakosainak száma 8742 fő (2023. december 31.).

## Népesség
A település népessége az elmúlt években az alábbi módon változott:
| Lakosok száma | 4604 | 5289 | 5748 | 5924 | 6271 | 6770 | 7229 | 7574 | 7922 | 8742 |
|               | 1961 | 1967 | 1974 | 1980 | 1987 | 1993 | 2000 | 2006 | 2013 | 2023 |